# Penningsveer
Penningsveer is een buurtschap in de gemeente Haarlemmermeer tot en met 2018 Haarlemmerliede en Spaarnwoude, in de Nederlandse provincie Noord-Holland. Het ligt ten noordwesten van de Veerplas.
In de Middeleeuwen was aan het einde van de Oudeweg een veer over de Liede. Na 1521 kwam er vaste verbinding. De route tussen Haarlem en Amsterdam via Penningsveer, Spaarnwoude, Halfweg en Sloterdijk was de kortste verbinding over land met Amsterdam.
Het is vooral bekend als jachthaven aan de Liede, ten oosten van Haarlem. In Penningsveer staat molen De Veer een achtkantige poldermolen met vijzel, type buitenkruier en het Fort bij Penningsveer.

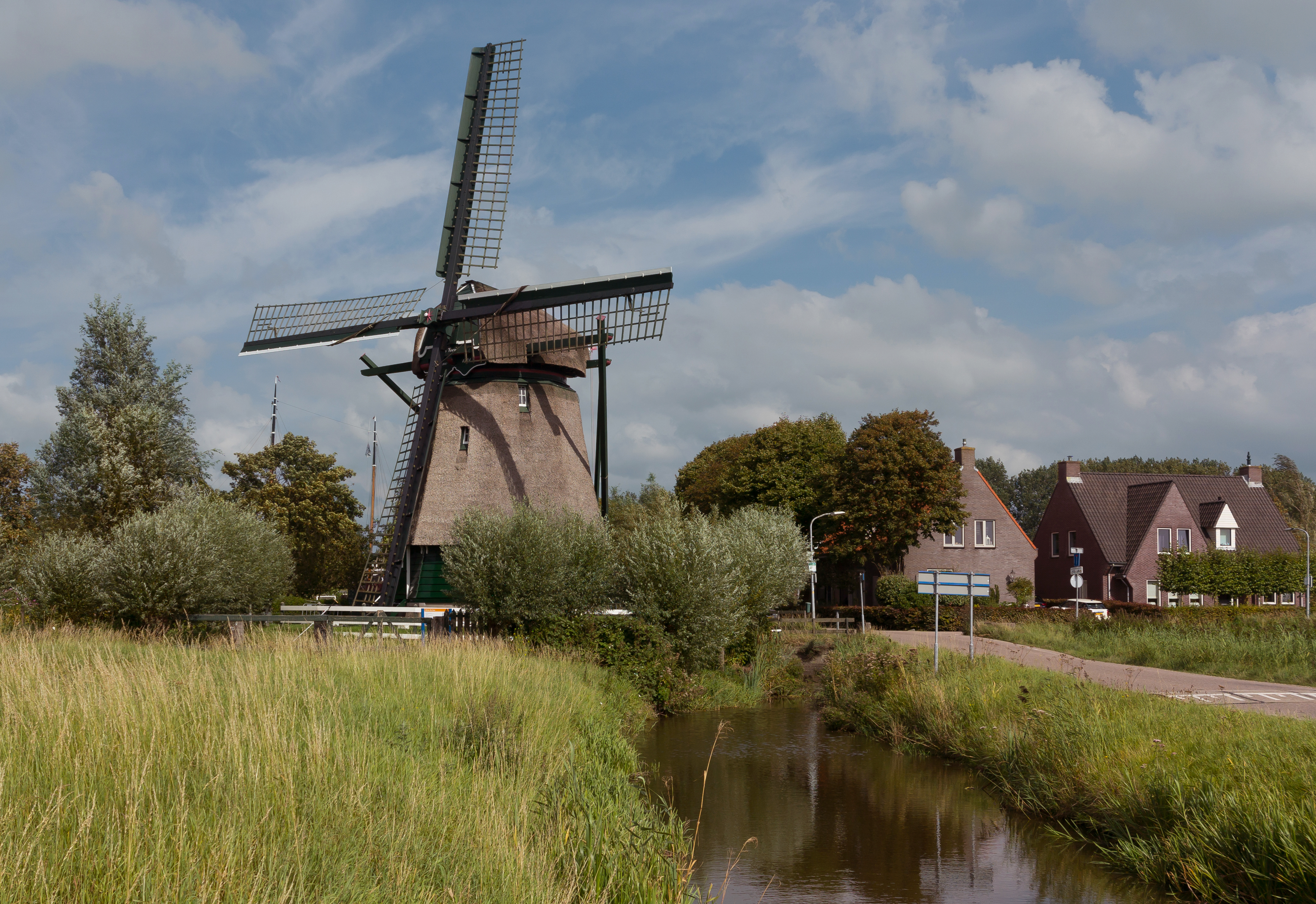
Penningsveer, molen de Veer

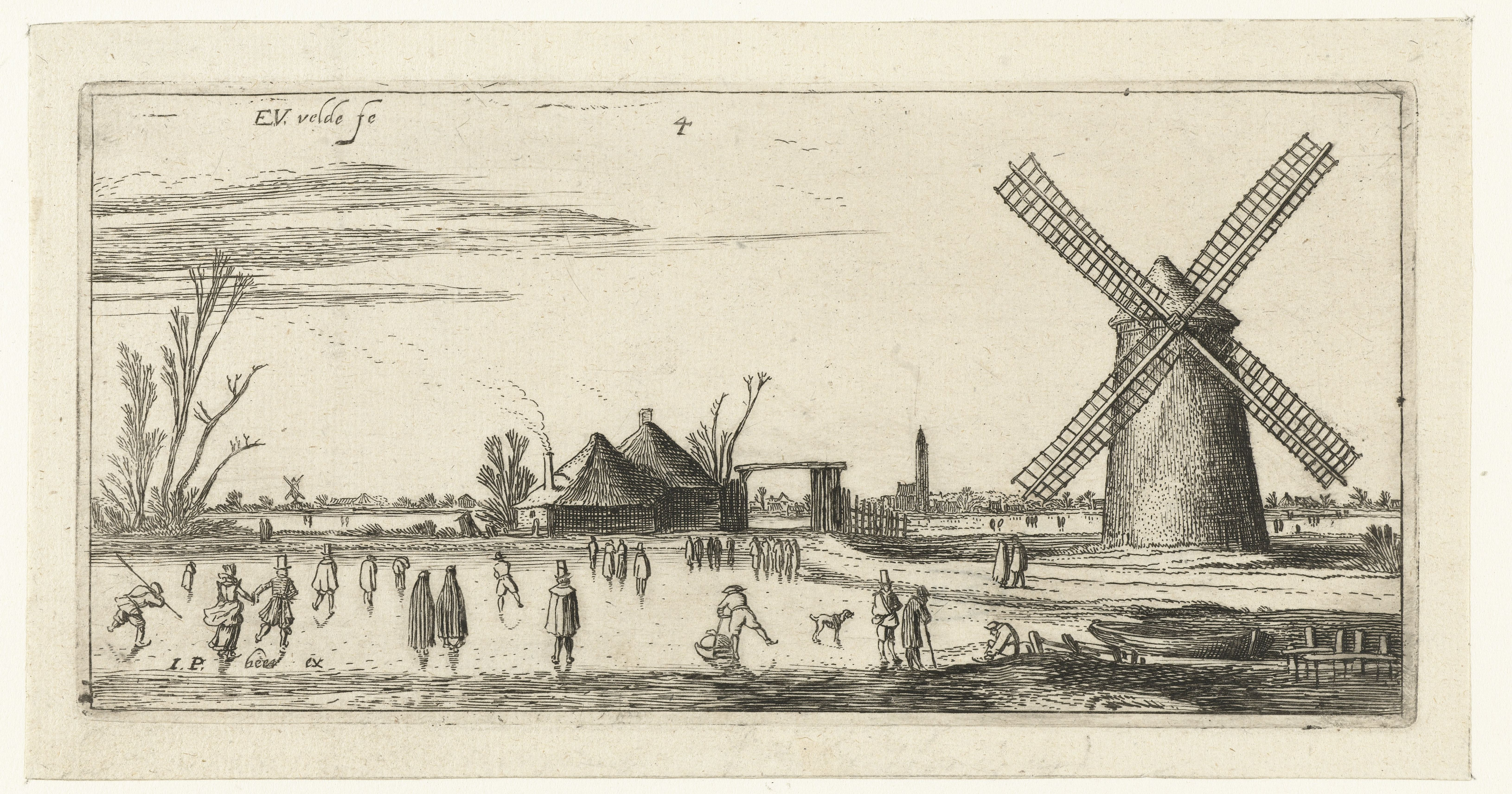
Schaatsers bij Penningsveer rond 1615, ets van Esaias van de Velde.

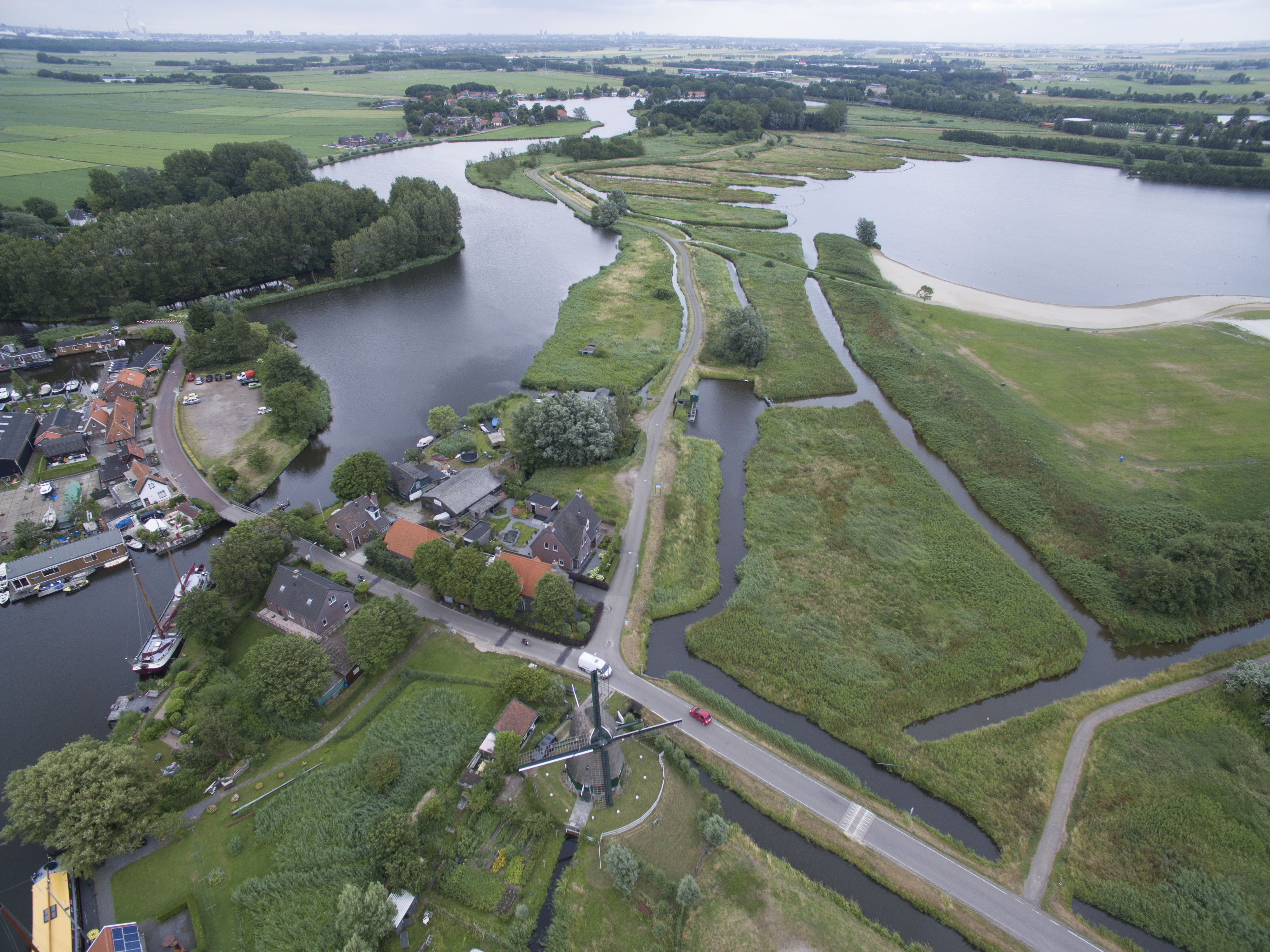
Penningsveer met molen de Veer en de Veerplas

Plaatsen: Abbenes · Badhoevedorp · Beinsdorp · Buitenkaag · Burgerveen · Cruquius · Haarlemmerliede · Halfweg · Hoofddorp · Leimuiderbrug · Lijnden · Lisserbroek · Nieuw-Vennep · Rijsenhout · Rozenburg · Schiphol · Schiphol-Rijk · Spaarndam-Oost · Spaarnwoude · Vijfhuizen · Weteringbrug · Zwaanshoek · Zwanenburg

Gehuchten en buurtschappen: Aalsmeerderbrug · Boesingheliede · Cruquius-Oost · De Hoek · Huigsloot · 't Kabel · De Liede · Nieuwebrug · Nieuwe Meer · Oude Meer · Penningsveer · Schiphol-Oost · Vinkebrug · Vredeburg · Weberbuurt

Voormalige gemeente: Haarlemmerliede en Spaarnwoude

Noord-Holland: Steden en dorpen      Nederland: Provincies · Gemeenten